# Angoulins
Angoulins – miejscowość i gmina we Francji, w regionie Nowa Akwitania, w departamencie Charente-Maritime.
Według danych na rok 1990 gminę zamieszkiwało 2908 osób, a gęstość zaludnienia wynosiła 370 osób/km² (wśród 1467 gmin regionu Poitou-Charentes Angoulins plasuje się na 78. miejscu pod względem liczby ludności, natomiast pod względem powierzchni na miejscu 947.).